# Adalbert Püllöck
Adalbert Püllöck (6 de janeiro de 1907 - 7 de dezembro de 1977) foi um futebolista romeno que que atuava como goleiro. Competiu na Copa do Mundo FIFA de 1934.